# بيك نعيش
بيك نعيش (بالإنجليزية: Bik Eneich) فيلم روائي تونسي للمخرج مهدي البرصاوي. أنتج الفيلم في 2019، وهو بطولة نجلاء بن عبدالله، سامي بوعجيلة، نعمان حمده، محمد بن جمعة، يوسف الخميري، جهاد الشارني وصلاح مصدق. تدور أحداث الفيلم في مدينة تطاوين بتونس سبتمبر 2011، ويحكي قصة زوجين يحاولان الحصول على متبرع بالكبد لابنهما، في ظل الأوضاع الاجتماعية والسياسية والاقتصادية في الفترة مابعد ثورة 2011.
عرض الفيلم في مهرجان القاهرة السينمائي الدولي 2019، حاصدًا جائزة أفضل فيلم عربي، وجائزة لجنة التحكيم الخاصة، وجائزة صندوق الأمم المتحدة للسكان. وعرض في مهرجان البندقية السينمائي، حيث حصد فيه الممثل سامي بوعجيلة على جائزة النقاد. كما شارك في المسابقة الرسمية للأفلام الروائية الطويلة في الدورة الثلاثين لـمهرجان أيام قرطاج السينمائية 2019، والمهرجان الدولي للفيلم الفرنكوفوني 34 ببلجيكا، وحاز فيه على جازة الجمهور. في 2020 أتيح الفيلم للعرض على شبكة نتفليكس الأمريكية، ضمن اتجاهها لاستضافة مجموعة من الأفلام العربية الكلاسيكية والحديثة.

## وصلات خارجية
- بيك نعيش على قاعدة بيانات الأفلام على الإنترنت.